# Regine Hildebrandt

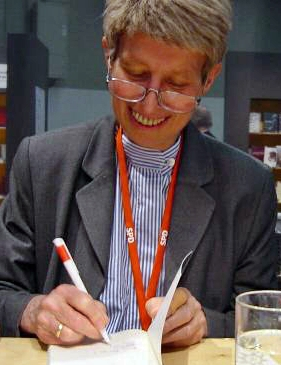
Regine Hildebrandt (2001)

Regine Hildebrandt (geborene Radischewski; * 26. April 1941 in Berlin; † 26. November 2001 in Woltersdorf bei Berlin) war eine deutsche Politikerin (SPD). Sie war von 1990 bis 1999 Ministerin für Arbeit, Soziales, Gesundheit und Frauen des Landes Brandenburg.

## Leben
Regine Radischewski wurde am 26. April 1941 in Berlin-Mitte geboren. Ihr Vater, Walter Radischewski (1905–1978), war Unterhaltungsmusiker und Korrepetitor an der Staatlichen Ballettschule der DDR; ihre Mutter Gertrud, geb. Hinz (1908–1997), war Hausfrau. Nach der Evakuierung kehrte die Familie 1945 nach Berlin zurück. Die ersten fünf bis sechs Jahre ihrer Schulzeit besuchte Hildebrandt noch die nächstgelegene Schule im Westen Berlins, danach entschieden sich die Eltern für eine Schule im Osten. Nach dem Schulabschluss studierte Radischewski zwischen 1959 und 1964 Biologie an der Berliner Humboldt-Universität. Da sie kein Mitglied der FDJ war, wurde ihre Studienbewerbung zunächst abgelehnt. Durch ein nachträgliches Immatrikulationsverfahren erhielt sie dann doch einen Studienplatz und konnte 1968 über einen Frauenförderplan promovieren. Geheiratet hatte sie 1966. Nach ihrem Studienabschluss war sie bis 1978 fast 15 Jahre stellvertretende Abteilungsleiterin der Pharmakologischen Abteilung in der Arzneimittelforschung des VEB Berlin-Chemie und anschließend bis 1990 als Bereichsleiterin in der Zentralstelle für Diabetes und Stoffwechselkrankheiten in Berlin tätig.
Im Juli 1996 wurde bekannt, dass Regine Hildebrandt an Brustkrebs erkrankt war. Sie erlag den Folgen der Krankheit im Jahr 2001 im Alter von 60 Jahren. Die Beisetzung fand auf dem Waldfriedhof von Woltersdorf bei Berlin statt.

### Familie
Regine Hildebrandt war seit 1966 bis zu ihrem Tod 2001 mit dem Journalisten und Verlagslektor Jörg Hildebrandt verheiratet. Im Jahr 1950 lernten sich beide in ihrer Kirchengemeinde kennen, lebten bis 1961 als befreundete Nachbarn direkt an der noch durchlässigen Sektorengrenze und erfuhren unmittelbar deren Alltag. Die gemeinsame Erfahrung der Teilung Berlins führte sie menschlich und weltanschaulich zusammen. Mit Herbert Hildebrandt, dem Bruder ihres Mannes, gründeten sie im Oktober 1961 die Berliner Domkantorei, der sie jahrzehntelang angehörten und deren chorische Aktivitäten und soziale Beziehungen entscheidenden Anteil an ihrem Leben hatten. Aus ihrer Ehe stammen drei Kinder: Frauke (* 1969, Professorin für Sozialwissenschaft an der Fachhochschule Potsdam), Jan (* 1971) und Elske (* 1974, SPD-Abgeordnete des Landtags Brandenburg).

## Politik

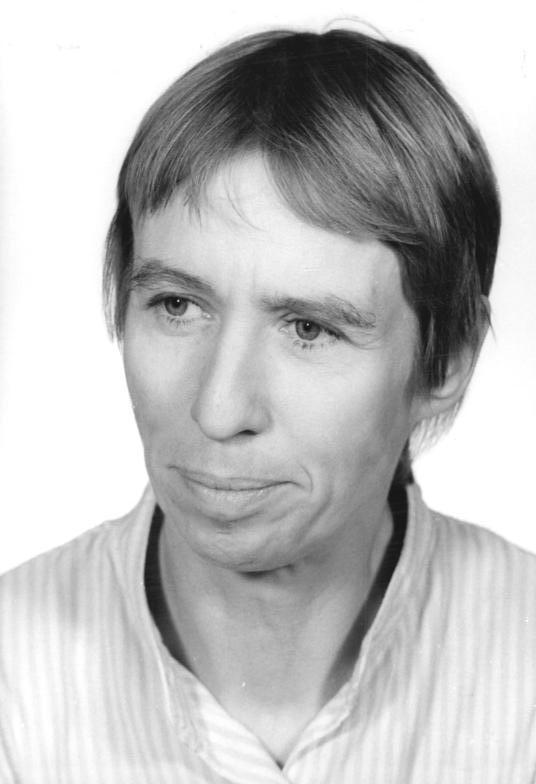
Regine Hildebrandt, 1990

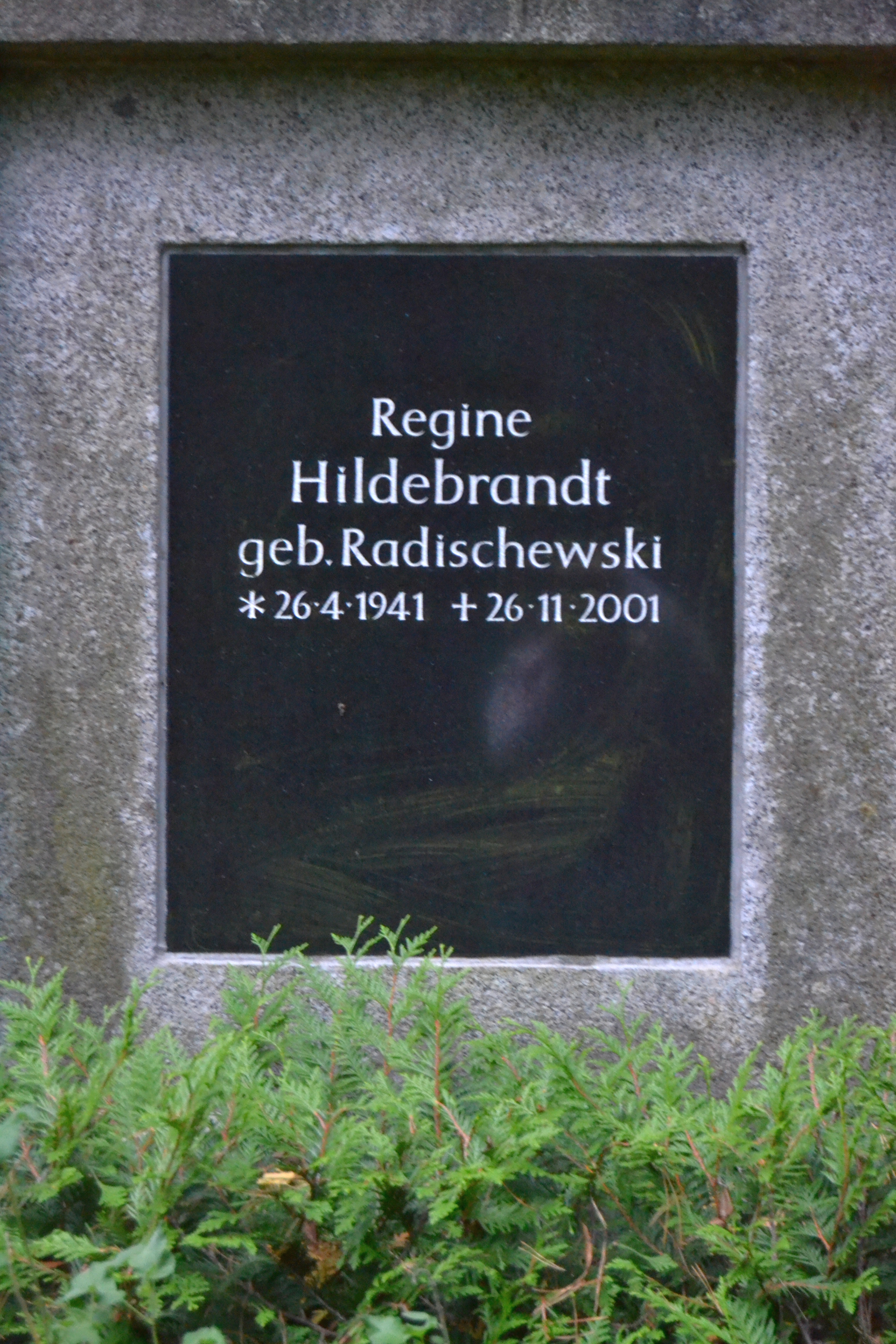
Grabstein Hildebrandts

Während des politischen Umbruchs in der DDR engagierte sich Hildebrandt in der Bürgerbewegung Demokratie Jetzt und trat am 12. Oktober 1989 der Sozialdemokratischen Partei der DDR bei. Bei den ersten freien Wahlen der DDR wurde sie in die Volkskammer gewählt. In der ersten frei gewählten Regierung der DDR war sie von April bis August 1990 Ministerin für Arbeit und Soziales im Kabinett von Lothar de Maizière. Später wurde sie in den Bundesvorstand der SPD gewählt. Im Dezember 1999 und noch im November 2001 (kurz vor ihrem Tod) erfolgte mit dem jeweils besten Stimmenergebnis aller Kandidaten ihre Wiederwahl in dieses Gremium.
Im Herbst 1990 trat Hildebrandt als Ministerin für Arbeit, Soziales, Gesundheit und Frauen in die erste brandenburgische Landesregierung im Kabinett Stolpe I ein. Vor allem in Brandenburg, aber auch weit über das Land hinaus war sie wegen ihres außergewöhnlich offenen, volksnahen, oft auch undiplomatischen Auftretens populär, was auch in dem Spitznamen „Mutter Courage“ (oft ergänzt durch: des Ostens) zum Ausdruck kam. Nachdem Ministerpräsident Manfred Stolpe nach der Landtagswahl im Herbst 1999 eine Koalition mit der CDU eingegangen war, trat sie aus Protest aus der Landesregierung aus.
Die Staatsanwaltschaft ermittelte gegen Hildebrandt und Mitarbeiter ihres Ministeriums wegen von ihr selbst vor Gericht eingeräumter Verstöße gegen das Haushaltsrecht. Die Verfahren gegen die Mitarbeiter endeten in Freisprüchen, und die Ermittlungen gegen sie wurden eingestellt. Sie wurde jedoch vom Brandenburger Landtag gerügt, weil sie ihre Mitarbeiter aufgefordert hatte, „bis an die Grenzen der Legalität zu gehen“.
Einen Tag nach Hildebrandts Beisetzung im engsten Familienkreis fand eine Trauerfeier in der Potsdamer Kirche St. Nikolai statt, an der neben dem damaligen Bundeskanzler Schröder und Alt-Bundespräsident von Weizsäcker Politiker aller im Bundestag vertretenen Parteien teilnahmen. Sie wurde auf dem Friedhof ihres Wohnortes Woltersdorf unter großer Anteilnahme der Bevölkerung bestattet.

## Auszeichnungen und Ehrungen
Hildebrandt bekam unter anderem 1997 die Goldene Henne, im Jahr 2000 den Fritz-Bauer-Preis der Humanistischen Union und 2001 das Große Verdienstkreuz des Verdienstordens der Bundesrepublik Deutschland verliehen. Im Jahre 1991 war sie zu Deutschlands Frau des Jahres gewählt worden. Der Regine-Hildebrandt-Park in Berlin-Hellersdorf sowie mehrere Seniorenzentren und Pflegeheime wurden nach ihr benannt. Regine-Hildebrandt-Gesamtschulen gibt es in Birkenwerder und in Magdeburg. Cottbus hat eine Regine-Hildebrandt-Grundschule.

## Rezeption
Hildebrandt wurde von Anke Engelke in der Wochenshow parodiert.
Seit 2002 wird jährlich der „Regine-Hildebrandt-Preis“ der SPD vergeben, mit welchem Personen oder gesellschaftliche Gruppen ausgezeichnet werden, die im Sinne Regine Hildebrandts für Ostdeutschland und seine Menschen wirken – für die innere Einheit Deutschlands, gegen Rechtsextremismus und Gewalt und für Frieden, Freiheit und soziale Gerechtigkeit.
In Frankfurt an der Oder eröffnete sie wenige Tage vor ihrem Tod ein Hospiz, das ihren Namen trägt.
Im Berliner Bezirk Marzahn-Hellersdorf wurde 2007 der Regine-Hildebrandt-Park eingeweiht.

## Veröffentlichungen
- Pharmakologische und biochemische Untersuchungen von phenylsubstituierten Carbaminsäureestern. Humboldt-Universität zu Berlin 1968 (Dissertation).
- mit Ruth Winkler (Hrsg.): Die Hälfte der Zukunft. Lebenswelten junger Frauen. Bund-Verlag, Köln 1994, ISBN 3-7663-2570-1.
- Was ich denke. Hrsg. von Horst Herrmann, Sachbuchreihe „querdenken!“, Wilhelm Goldmann Verlag, München 1994, ISBN 3-442-12557-X.
- Wer sich nicht bewegt, hat schon verloren. Verlag J.H.W. Dietz Nachfolger GmbH, Bonn 1996, ISBN 3-8012-0236-4.
- (Hrsg.): Geschichten vom anderen Weihnachten. Verlag Herder, Freiburg im Breisgau 1996, ISBN 3-451-04486-2.
- Herz mit Schnauze. Sprüche und Einsprüche. Econ, München 1998, ISBN 3-612-26484-2.